# Financieel derivaat

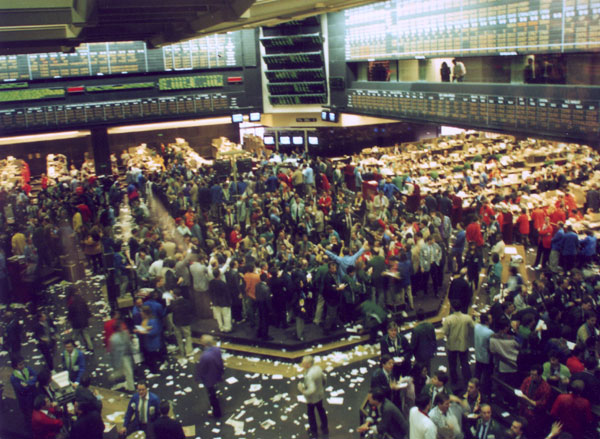
Derivatenhandelaren in Chicago

Financiële derivaten zijn beleggingsinstrumenten die afgeleid zijn van een onderliggend beleggingsinstrument, dat het onderliggende, of de onderliggende waarde, wordt genoemd.
De voornaamste soorten derivaten zijn opties, futures, swaps en forwards. Derivaten kunnen gebruikt worden om risico's te verkleinen van de toekomstige waardeontwikkeling van het onderliggende, maar ook om de effecten van koersschommelingen van het onderliggende te versterken (hefboom, leverage), en/of voor het creëren van een tegengesteld effect, zoals het profiteren van een verwachte koersdaling van het onderliggende. De handel in derivaten zelf heeft een sterk speculatief karakter.

## Onderliggende waarde
Derivaten kunnen betrekking hebben op een breed scala aan onderliggende waarden. Het meest bekend zijn de derivaten die betrekking hebben op andere effecten, maar de mogelijkheden zijn niet beperkt tot financiële waarden.
- De prijs van andere effecten die onafhankelijk verhandeld worden, zoals aandelen en obligaties
- Het niveau van een onafhankelijk vastgestelde index (een aandelenindex of het aantal dagen met bepaalde temperatuur)
- Het al dan niet gebeuren van een nauwkeurig omschreven gebeurtenis (zoals een onderneming die failliet gaat)
- De stand van de rente
- De wisselkoers van valuta

## Varianten
Er zijn drie basissoorten derivaten te onderscheiden.
- Future en forward: hebben betrekking op eenvoudige koopovereenkomsten op een vastgelegde datum in de toekomst tegen een vooraf overeengekomen prijs.
- Optie: de bezitter heeft de keuze om al dan niet over te gaan tot een koop of een verkoop in de toekomst tegen een vooraf overeengekomen prijs. De tegenhanger is het schrijven van een optie, dit is het tegen een vergoeding (de prijs van de optie) verlenen van de optie.
- Swap: partijen ruilen cashflows met elkaar.

## Gebruik
Met behulp van financiële derivaten kan men specifiek risico verhandelen en overbrengen op een andere partij. Het traditionele voorbeeld is dat van de boer, die de verkoopprijs van zijn toekomstige oogst wil veiligstellen tegen een mogelijke prijsdaling van zijn producten. Aan de andere kant zijn luchtvaartmaatschappijen actief in het afdekken van risico's van stijgende kerosineprijzen.
In de praktijk worden financiële derivaten echter voornamelijk verhandeld op andere financiële instrumenten zoals obligaties. De handel met als uitgangspunt beleggen en speculatie is vele malen groter dan de eerder genoemde concrete voorbeelden.

## Handel
Financiële derivaten kunnen verhandelbaar zijn op de effectenbeurs of over the counter (OTC), waarbij de partijen buiten de beurs om rechtstreeks zaken met elkaar doen. Het voordeel van de handel via de beurs is dat de contracten altijd duidelijk en gestandaardiseerd zijn, en het betrekkelijk eenvoudig is om de marktprijs van de derivaten uit de markt af te lezen. Daarnaast hoeft men zich geen zorgen te maken of de tegenpartij wel aan haar verplichtingen kan voldoen, omdat de beurs hiervoor garant staat. De transactie-eenheid wordt een contract genoemd. Een transactie betreft een geheel aantal contracten. Het onderligende per contract is bijvoorbeeld 100 aandelen, € 100 per indexpunt of 50 ton maïs.
De OTC-handel vindt plaats tussen grote financiële instellingen onderling en kunnen betrekking hebben op nauwkeurig op maat gemaakte producten. Een risico hierbij is dat een van de twee partijen niet in staat zal blijken om te voldoen aan de verplichting. Men maakt bij het opstellen van derivatencontracten vaak gebruik van de documentatie van de International Swaps and Derivatives Association (ISDA). Deze documenten zijn speciaal geënt op derivatentransacties, en kunnen naargelang de specifieke situatie worden aangepast.

## Risico
Derivaten zijn onder meer bedoeld om risico te verhandelen en indien gewenst te verkleinen. Door onkundig gebruik kan men echter tegen grote verliezen aanlopen.
HefboomwerkingDoor de hefboom (leverage) in derivaten kunnen significante bewegingen in de onderliggende waarde grote verliezen tot gevolg hebben. Daarnaast kunnen verliezen onbeperkt oplopen. Anderzijds zijn juist via de hefboom ook grote winsten mogelijk, hetgeen de reden is van zijn ontstaan.
Counterparty riskWanneer in een over the counter derivatentransactie een partij failliet gaat, voorzien de contractsvoorwaarden meestal in het (indien nodig met terugwerkende kracht) bevriezen en beëindigen van de lopende derivaten. Hiermee voorkomt men dat een curator de derivaten, die voor hem "in the money" zijn, direct te gelde gaat maken, terwijl de wederpartijen die "in the money" zijn jegens de failliet hun vordering als een concurrente vordering moeten aanmelden en hoogstwaarschijnlijk weinig tot niets terugkrijgen. Met het omvallen van de Amerikaanse bank Lehman Brothers blijkt dit risico zeer reëel.
SysteemrisicoDe uitstaande derivaten vertegenwoordigen enorme bedragen. Deze bedragen vertegenwoordigen echter geen reële waarde ("mark to market") maar slechts een theoretische ("mark to model"). Deze theoretische waarde is gebaseerd op aannames over bijvoorbeeld de rentestand, onroerend goedprijzen of de prijzen van commodities. Als deze aannames niet blijken te kloppen, wordt de reële waarde van de betreffende derivaten bepaald door de markt maar aangezien er geen markt is voor OTC derivaten (het zijn immers contracten tussen partijen onderling), is de werkelijke waarde nul. Dit noopt grote investeerders in derivaten (vooral pensioenfondsen en zakenbanken, maar ook nationale of lokale overheden zoals Griekenland of Milaan) er vervolgens toe de waarde van hun derivatenportefeuille geheel of gedeeltelijk af te schrijven. In sommige gevallen leidt dit ertoe dat zij niet meer aan hun verplichtingen kunnen voldoen en hiermee een aanzet geven tot een kettingreactie onder andere financiële instellingen en het omvallen van banken. De legendarische belegger Warren Buffet noemde in 2003 derivaten "financial weapons of mass destruction" en "mark to model" noemde hij "mark to myth".
De kredietcrisis van 2008 was de eerste stap in dit proces van "financiële massavernietiging". De aanname van veel Amerikaanse derivaten dat onroerendgoedprijzen altijd zullen stijgen, bleek niet te kloppen en investeerders in derivaten moesten grote afschrijvingen doen. Omdat deze verliezen voor het merendeel werden gecompenseerd met behulp van overheidssteun, ontstond er na de kredietcrisis van 2008 bij die investeerders echter geen prikkel om hun derivatenrisico's te verkleinen. Integendeel, de potentiële winsten van derivaten (en de bijbehorende bonussen voor de betrokken handelaren) zijn enorm en door de overheidssteun is het neerwaartse risico voor de investeerders nihil. Het bedrag van de uitstaande derivaten is sinds die tijd dan ook gewoon doorgegroeid, alsmede de bijbehorende risico's voor het financiële systeem. Deze belangrijke oorzaak van de kredietcrisis is dus niet aangepakt.
Eind september, begin oktober 2010 is gebleken dat niet alleen de aannames die ten grondslag liggen aan veel derivaten niet kloppen maar ook dat de producten zelf op frauduleuze wijze tot stand zijn gekomen. Dit zal naar verwachting leiden tot nieuwe afschrijvingen bij, en faillissementen van, grote investeerders in OTC-derivaten (pensioenfondsen, overheden en financiële instellingen) in het najaar en de winter van 2010.

## Geschiedenis
Derivatenhandel kwam al in de oudheid voor, maar was een marginaal verschijnsel tot de opkomst van het kapitalisme in Europa, vanaf ca. de late veertiende eeuw. Derivaten op staatsschulden waren bekend in het Venetië van 1390. Futures werden al in 1610 op de Amsterdamse effectenbeurs verhandeld en speelden een belangrijke rol in de tulpenmanie van 1634-37. Later in de zeventiende eeuw begon men opties te verhandelen op de beurs van Londen; deze handel besloeg begin negentiende eeuw het leeuwendeel van de transacties.

## Derivatenfraude
Door de mogelijke risico's die gepaard gaan met financiële derivaten zijn er in de loop der jaren enkele grote verliezen geleden door banken en investeerders. Veel grote verliezen bij banken zijn veroorzaakt door welbewust gokken door hun werknemers. De handelaren van banken worden met hoge variabele bonussen gestimuleerd risico te nemen en grote winsten te behalen. De volgende roekeloze handelaren hebben hun werkgevers opgezadeld met grote verliezen:
- Jerome Kerviel, in 2008 voor Société Générale met futures. 4,9 miljard euro.
- John Rusnak[6], in 2002 voor Allied Irish Banks met valutaopties. 700 miljoen dollar.
- Nick Leeson, in 1995 voor Barings Bank met futures en opties. 1,4 miljard dollar.

De verliezen die ontstonden bij andere instellingen zijn vooral veroorzaakt door onkunde. In sommige gevallen was er echter geen sprake van onkunde maar was het probleem vooral gelegen in overmoed. De bekendste verliezen zijn:
- Hedgefonds Amaranth, 2006, 6,8 miljard dollar door verkeerde speculaties op de gas futuremarkt door Brian Hunter.
- Orange County, 1994, verloren 1,7 miljard dollar door rentederivaten.
- Metallgesellschaft, 1993, verloren met oliefutures 2,6 miljard DMark.
- Vestia, 2011, verloor ten minste 2 miljard euro door de toekomstige rente verkeerd te voorspellen